# 都梁 (作家)
都梁（1954年11月5日—），本名杨湛，中国当代作家。江苏盱眙人，長於北京，现居加拿大卡尔加里。

## 获奖
作品《狼烟北平》获2006年当代长篇小说年度最佳奖读者奖提名、2006年华语文学传媒大奖提名，《荣宝斋》获2008年当代长篇小说年度最佳奖读者奖提名。

## 作品
- 《亮剑》
- 《血色浪漫》
- 《狼烟北平》
- 《荣宝斋》
- 《大崩溃》

### 剧本
- 《我是太阳》
- 《百年往事》